# Вулиця Нимме
Ву́лиця Ни́мме, також Ни́мме-те́е і Нимме тее (ест. Nõmme tee) — вулиця в Таллінні, столиці Естонії.

## Географія
Пролягає в мікрорайонах Ліллекюла та Тонді району Крістійне та в мікрорайоні Сійлі району Мустамяє. Починається в місці переходу вулиці Котка на вулицю Туліка і закінчується на перехресті з вулицею Таммсааре .
Протяжність — 2,518 км.

## Історія
Вулиця отримала свою назву 27 серпня 1930 року (ест. Nõmme tänav), 13 листопада 1989 року була дещо перейменована — Nõmme tee. У період німецької окупації за часів Другої світової війни мала назву нім. Heidestraße.

## Громадський транспорт
По вулиці проходять маршрути міських автобусів № 17 та 17А.

## Забудова
Вулиця переважно має малоповерхову забудову з дерев'яних та кам'яних будинків початку та середини XX століття. Два дев'ятиповерхові житлові будинки (№ 11 та 19) збудовано в 1980-х роках; двоповерховий рядний житловий будинок № 63А збудовано 1990 року; рядний житловий будинок № 59 — 1997 року; рядний житловий будинок № 59А — 2000 року; рядний 10-квартирний будинок № 65 — 1999 року. 2019 року збудовано п'ятиповерховий офісно-житловий будинок № 3 з підземним поверхом для паркування та рядний житловий будинок № 60.

## Підприємства та установи
- Будинок 2:
  - Спілка глухих Естонії[6];
  - Спортивна спілка глухих Естонії[7];

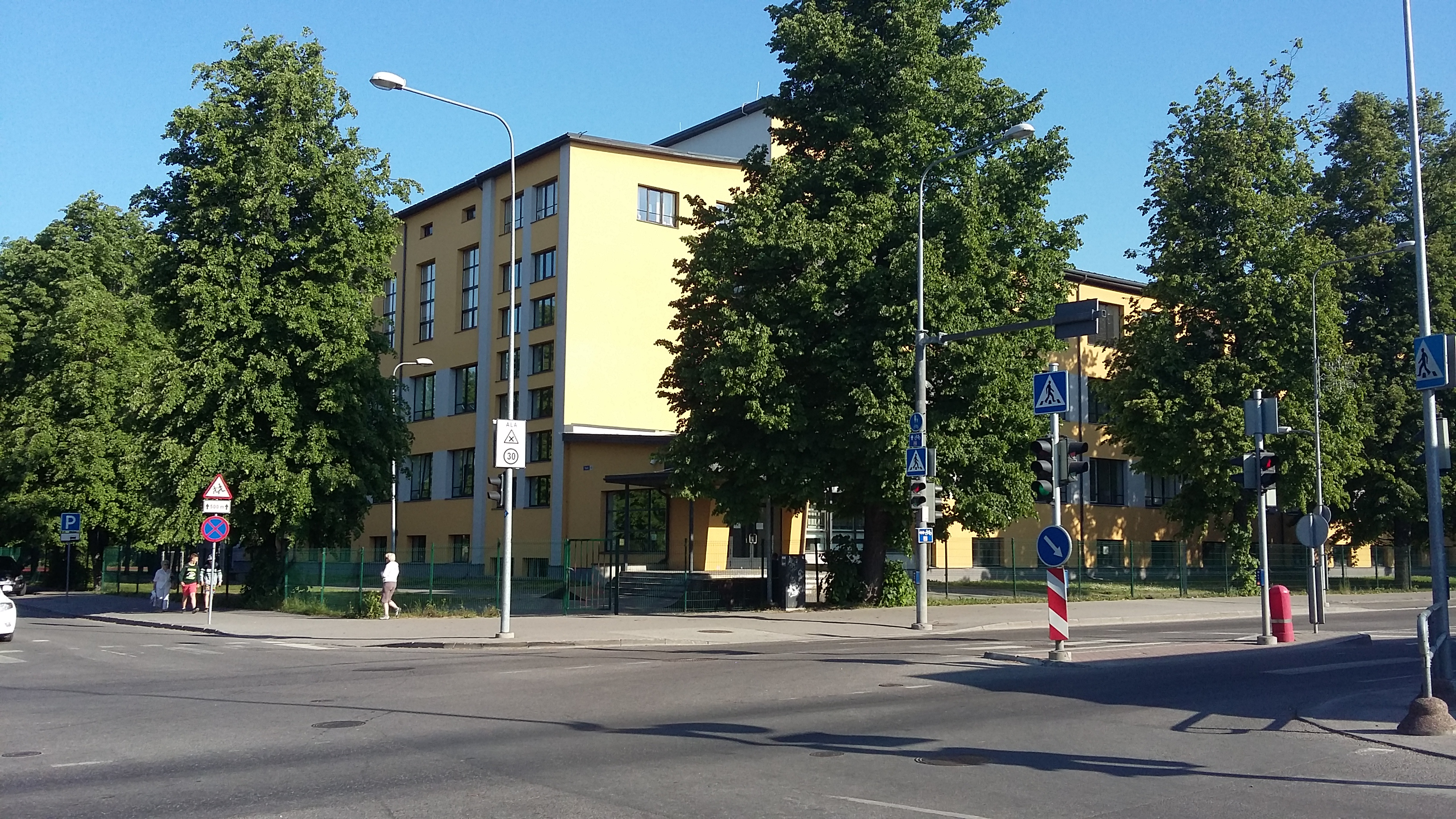
Гімназія Крістійне, вул. Ниме 32

  - Спортивне товариство глухих Таллінна «Talkur»[8];
- Будинок 7 — ресторан турецької кухні «Анталія»[9];
- Будинок 8 — дитячий садок «Тихазі»[10];
- Будинок 19 — клуб спортивного орієнтування «SRD»[11];
- Будинок 23A — магазин торгової мережі «Maxima»;
- Будинок 32 — Талліннська гімназія Крістійне[et];
- Будинок 49 — студентський гуртожиток Талліннської вищої школи охорони здоров'я[et].
- Будинок 51 — ресторан грузинської кухні «Суліко»[12];
- Будинок 99 — Ниммеський реабілітаційний центр Таллінського міського центру захисту дітей[13];
- Будинок 101А — ресторан мережі «Армуду»[14].

## Парки
Поруч з вулицею Нимме розташовані парки Ряегу (Räägu), Тондімійза (Tondimõisa, раніше Дунтені (Dunteni)) і Пардітійгі (Parditiigi).